# Петренко Світлана
Світлана Петренко (нар. 27 травня 1974) – молдовська шахістка, гросмейстер серед жінок від 2001 року, володарка чоловічого звання міжнародного майстра від 2004 року.

## Шахова кар'єра
У міжнародних турнірах почала брати участь після розпаду СРСР. 1992 року представляла Молдову на чемпіонаті світу до 18 років в Дуйсбурзі, а в 1993 році – на чемпіонаті Європи до 20 років в Світвах. 1995 року взяла участь у міжзональному турнірі (відбіркового циклу чемпіонату світу), який відбувся в Кишиневі. 1999 року перемогла (разом з Адіною-Марією Хамдукі) на міжнародному турнірі за круговою системою в Бухаресті, 2000 року в цьому самому місті поділила 2-ге місце. У 2001 і 2004 року двічі взяла участь у чемпіонатах світу серед жінок, які проходили за олімпійською системою. На першому з тих турнірів (у Москві) в 1-му раунді перемогла Тетяну Кононенко, але в 2-му раунді поступилась переможниці турніру Джу Чен, а на другому (в Елісті) в 1-му раунді її перемогла Наталія Жукова. Також 2004 року посіла 1-ше місце у Львові, 2005-го перемогла в Санкт-Петербурзі, а також поділила 1-ше місце (разом з Габріелою Оларашу, Лілією Дрлєвич та Іриною Челушкіною) у Белград, у 2006 і 2007 роках у цьому місті двічі одноосібно перемогла. 2008 року поділила 2-ге місце (позаду Наташі Бойкович, разом зі Світланою Матвєєвою і Йованкою Хоускою). У 2009 році поділила 2-ге місце (позаду Євгенії Долуханової, разом з Анастасією Карлович) у Харкові. 2010 року в Кишиневі здобула срібну медаль чемпіонату Молдови.
У 1998-2008 роках п'ять разів (зокрема 4 рази на 1-й шахівниці) представляла свою країну на шахових олімпіадах. Також двічі (2001, 2003) брала участь у командних чемпіонатах Європи, найбільшого успіху досягнувши 2001 року в Леоні, де разом з Ельмірою Скрипченко-Лотьє здобула срібну медаль.
Найвищий рейтинг Ело в кар'єрі мала станом на 1 січня 2005 року, досягнувши 2364 очок займалася тоді в 93-тє місце в світовому рейтинг-листі ФІДЕ, одночасно займаючи 1-ше місце серед молдовських шахісток.